# Longue Marche 3
Le nom Longue Marche 3 désigne la famille de lanceurs ainsi que sa première version. Les variantes ultérieures (A, B et C) disposant de leurs propres articles.
Longue Marche 3 (LM-3, CZ-3 ou encore Chang Zheng 3, du chinois: 长征三号, pinyin: Chángzhēng sān hào) est une famille de lanceurs de la république populaire de Chine, développée à partir du lanceur Longue Marche 2 pour permettre des lancements en orbite géostationnaire de satellites de télécommunications. Dans sa version la plus puissante, il peut lancer 5,2 tonnes de charge utile en orbite de transfert géostationnaire. Un peu plus de 60 lancements ont eu lieu en 30 ans.
Le premier lancement remonte à 1984, et est le point de départ de la commercialisation de lancements par la Chine. Malgré des prix bien inférieurs à ceux pratiqués par les États-Unis, la Russie et l'Europe, la famille Longue Marche 3, victime de quelques ratés, n'a réussi qu'une percée relativement modeste dans le monde des lancements commerciaux.

## Historique
Le lanceur Longue Marche 3 a été développé à partir de 1980, pour permettre les lancements vers des orbites géostationnaires, qui nécessitaient un troisième étage performant. La Chine a choisi de développer un moteur-fusée brûlant un mélange hydrogène liquide/oxygène liquide pour propulser cet étage. La première version du moteur, YF-73, est de faible puissance (1,1 tonne de poussée, soit 11 kN). Il faudra produire quatre exemplaires pour enfin parvenir à propulser correctement le troisième étage. Le moteur est réallumable une fois. Les deux premiers étages du nouveau lanceur sont ceux de la fusée Longue Marche 2C. Capable de placer en orbite de transfert géostationnaire 1,5 tonne de charge utile, le lanceur prend le départ à treize reprises (dont deux échecs complets et un partiel). Le programme est rapidement arrêté lorsque la version suivante Longue Marche 3A, beaucoup plus puissante, devient disponible.

## Variantes
Plusieurs versions coexistent. Toutes comportent trois étages. Les deux premiers étages sont propulsés, comme pour les Longue Marche 2, par des moteurs-fusées consommant un mélange d'ergols stockables constitué de peroxyde d'azote et de diméthylhydrazine asymétrique (UDMH). La spécificité du lanceur Longue Marche 3 est le troisième étage, propulsé par un moteur brûlant les ergols cryotechniques (LOX + LH2), très performants mais que peu de pays sont parvenus à maîtriser.

### 3A
Cette version, dont le premier lancement a lieu en 1994, utilise un troisième étage nettement plus performant. Le moteur-fusée YF-75 a une poussée de 8 tonnes (environ 80 kN) et équipe à deux exemplaires le 3e étage du lanceur. Cette version, dont le premier tir remonte à 1994, est toujours en production et permet de placer 2,65 tonnes de charge utile en orbite de transfert géostationnaire.

### 3B
Cette version comporte quatre propulseurs d'appoint à ergols liquides, qui sont identiques à ceux utilisés sur les lanceurs Longue Marche 2E/F. Cette configuration permet de faire passer à 5,1 tonnes la masse de la charge utile qui peut être placée en orbite géostationnaire. Le premier tir, réalisé le 14 février 1996 et destiné à lancer le satellite américain Intelsat 708, est à l'origine de l'une des pires catastrophes de l'exploration spatiale. Le lanceur, quelques secondes après avoir décollé, a brusquement basculé sur le côté et est allé exploser dans le voisinage de la zone de lancement, malheureusement située dans une région relativement peuplée. D'après les rapports officiels, l'explosion n'aurait tué « que » six personnes et en aurait blessé 57 autres, mais des images prises clandestinement laissent à penser que quelques centaines de civils ont sans doute péri dans l'accident. Une vidéo de l'accident est disponible sur les sites de partages vidéo du web.

### 3C
La version 3C, tirée pour la première fois en 2008, est une 3B avec seulement deux propulseurs d'appoint, ce qui lui permet de placer 3,8 tonnes de charge utile en orbite de transfert géostationnaire.

## Caractéristiques techniques
Dans toutes ses versions, le lanceur a un diamètre de 3,35 m (hors propulseurs d'appoint).
- Le premier étage est propulsé par quatre moteurs-fusées YF-21, montés sur cardan et produisant une poussée totale comprise entre 278 et 296 tonnes selon les versions. Ils consomment un mélange d'ergols stockables mais toxiques : peroxyde d'azote et diméthylhydrazine asymétrique (UDMH).
- Le second étage est propulsé par un moteur-fusée non orientable YF-22, utilisant les mêmes ergols et produisant une poussée comprise entre 71 et 74 tonnes. Les changements d'orientation de l'étage sont pris en charge par quatre moteurs-verniers YF-23, de 4,7 tonnes de poussée.
- Le troisième étage est propulsé par deux moteurs cryogéniques YF-75, montés sur cardan et produisant une poussée totale de 16 tonnes.

Les différences entre les versions portent essentiellement sur la taille des deux premiers étages, mais surtout sur la nature du 3e étage (différent pour la version 3) et sur le nombre de propulseurs d'appoint présents (4 pour 3B et 2 pour 3C). Plusieurs coiffes sont proposées, en fonction des versions.
|                             | 3                                                 | 3A                                   | 3B                                   | 3C                                   |
| --------------------------- | ------------------------------------------------- | ------------------------------------ | ------------------------------------ | ------------------------------------ |
|                             |                                                   |                                      |                                      |                                      |
| 1er lancement               | 1984                                              | 1994                                 | 1996                                 | 2008                                 |
| Vols/échecs                 | 13/2                                              | 27/0                                 | 85/4                                 | 18/0                                 |
| Statut                      | Retiré                                            | En production                        | En production                        | En production                        |
| Utilisation                 | Satellites en orbite géostationnaire              | Satellites en orbite géostationnaire | Satellites en orbite géostationnaire | Satellites en orbite géostationnaire |
| Charge utile                | orbite basse : 4,8 t GTO : 1,5 t                  | orbite basse : 7,2 t GTO : 2,65 t    | orbite basse : 11,2 t GTO : 5,2 t    | orbite basse : GTO : 3,8 t           |
| Caractéristiques techniques |                                                   |                                      |                                      |                                      |
| Masse                       | 201 t                                             | 236 t                                | 427 t                                | 344 t                                |
| Hauteur                     | 46,6 m                                            | 52,5 m                               | 54,8 m                               | 54,8 m                               |
| 1er étage                   | 150 t 4 × YF-21                                   | 179 t 4 × YF-21B/C                   | 182 t 4 × YF-21B/C                   | 182 t 4 × YF-21C                     |
| 2e étage                    | 39 t YF-24/D                                      | 33,6 t YF-24B/E                      | 55 t YF-24B/E                        | 55 t YF-24E                          |
| 3e étage                    | 10,5 t 4 × YF-73                                  | 19,6 t 2 × YF-75                     | 20,2 t 2 × YF-75                     | 20,2 t 2 × YF-75                     |
| Accélérateurs               | -                                                 | -                                    | 4 × 41 t 4 × YF-20B                  | 2 × 41 t 2 × YF-20B                  |
| Coiffe                      | type A : 6,54 m × 2,60 m type B : 7,10 m × 3,00 m | 8,89 m × 3,35 m                      | 9,56 m × 4,00 m ou 9,56 m × 4,20 m   | 9,25 m × 4,00 m                      |

## Installations au sol
Les tirs des lanceurs Longue Marche 3 sont tous effectués depuis la base de lancement de Xichang, la plus méridionale des trois bases chinoises, donc la plus favorable aux lancements en orbite géostationnaire.

## Historique des lancements

### Nombre de vols par sous-version
| Sous-version | Nombre lancements | Échecs           | Premier lancement | Dernier lancement |
| ------------ | ----------------- | ---------------- | ----------------- | ----------------- |
| CZ-3         | 13                | 3 partiels       | 1984              | 2000              |
| CZ-3A        | 27                |                  | 1994              | 2018              |
| CZ-3B        | 10                | 2 dont 1 partiel | 1996              | 2009              |
| CZ-3B/G2     | 25                | 1 partiel        | 2007              | 2019              |
| CZ-3B/G3     | 31                |                  | 2011              |                   |
| CZ-3B/G1     | 2                 |                  | 2012              | 2012              |
| CZ-3C        | 10                |                  | 2008              | 2012              |
| CZ-3C/G2     | 6                 |                  | 2014              |                   |
| CZ-3B/G2 (2) | 10                |                  | 2020              |                   |
| CZ-3C/G3Z    | 2                 |                  | 2015              | 2016              |
| CZ-3B/G3Z    | 14                |                  | 2015              |                   |
| CZ-3B/G5     | 1                 |                  | 2020              |                   |

Le dernier lancement de version Longue Marche 3 a eu lieu le 25 juin 2000.
| Numéro de vol | Date (UTC)             | Site de lancement | Charge utile          | Orbite | Résultat      |
| ------------- | ---------------------- | ----------------- | --------------------- | ------ | ------------- |
| 1             | 29 janvier, 1984 12:25 | Xichang           | STTW 1                | GTO    | Échec partiel |
| 2             | 8 avril 1984 11:20     | Xichang           | STTW 2                | GTO    | Succès        |
| 3             | 1er février 1986 12:37 | Xichang           | DFH-2-1               | GTO    | Succès        |
| 4             | 7 mars 1988 12:41      | Xichang           | DFH-2A-1 (ChinaSat 1) | GTO    | Succès        |
| 5             | 22 décembre 1988 12:40 | Xichang           | DFH-2A-2 (ChinaSat 2) | GTO    | Succès        |
| 6             | 4 février 1990 12:28   | Xichang           | DFH-2A-3 (ChinaSat 3) | GTO    | Succès        |
| 7             | 7 avril 1990 13:30     | Xichang           | AsiaSat 1             | GTO    | Succès        |
| 8             | 28 décembre 1991 12:00 | Xichang           | DFH-2A-4 (ChinaSat 4) | GTO    | Échec         |
| 9             | 21 juillet 1994 10:55  | Xichang           | APStar 1              | GTO    | Succès        |
| 10            | 3 juillet 1996 10:47   | Xichang           | APStar 1A             | GTO    | Succès        |
| 11            | 18 août 1996 10:27     | Xichang           | ChinaSat 7            | GTO    | Échec         |
| 12            | 10 juin 1997 12:01     | Xichang           | Fengyun 2A            | GTO    | Succès        |
| 13            | 25 juin 2000 11:50     | Xichang           | Fengyun 2B            | GTO    | Succès        |